# Élections départementales de 2015 dans les Bouches-du-Rhône
Les élections départementales de 2015 dans les Bouches-du-Rhône ont lieu les 22 et 29 mars. Elles voient le département basculer à droite, avec l'élection de Martine Vassal (UMP) à la présidence du conseil départemental.

## Contexte départemental

### Situation politique

#### Gauche: confusion autour du cas Guérini
Les socialistes sont majoritaires au sein du conseil général des Bouches-du-Rhône depuis les années 1950. Jean-Noël Guérini en est le président depuis 1998, il a été réélu la dernière fois en 2011 avec le soutien des conseillers généraux du PS, du PCF, divers gauche et trois voix venues de la droite.
Inquiété par des affaires politico-financières depuis plusieurs années et contesté au sein de son propre parti, Jean-Noël Guérini a quitté le PS en 2014 pour fonder son propre parti, La Force du 13. Il se présente avec Lisette Narducci dans le canton de Marseille-2 et annonce que son parti est en discussion pour se présenter seul ou avec des candidats communistes, socialistes et « pas à gauche » dans les autres cantons du département.

La situation des candidats de gauche aux départementales.

Face à cette situation, le PS des Bouches-du-Rhône annonce qu'il présentera des candidats dans tous les cantons, seuls ou en alliance avec « ses partenaires historiques, écologistes et communistes » et que les candidats socialistes devront s'engager à ne pas soutenir Guérini pour la présidence du conseil départemental. Toutefois, une majorité des conseillers socialistes sortants annoncent par une tribune souhaiter une alliance avec La Force du 13 : certains d'entre eux choisissent de se présenter sans solliciter l'investiture de leur parti et d'autres, l'ayant obtenue, se présentent avec un colistier de La Force du 13,.
De son côté, EÉLV présente des candidats en alliance avec le Front de gauche ou le Parti socialiste selon les cantons alors que les candidats communistes indiquent être prêts à réélire Guérini à la présidence du département.

#### Union UMP-UDI
À droite, l'UMP présente la candidature de Martine Vassal pour la présidence du conseil départemental, soutenue par l'UDI ainsi que, dans certains cantons, par le MoDem (qui se présente seul dans les autres cantons). Avant les élections, Martine Vassal est conseillère départementale et adjointe au maire de Marseille, Jean-Claude Gaudin.
Certains élus de droite se déclarent toutefois proches de Jean-Noël Guérini, notamment en raison de l'aide financière que le conseil général apporte aux communes. Guérini lui-même indique refuser de « polémiquer avec l'opposition de droite ».

#### Front national
Le Front national a enregistré de bons résultats dans les Bouches-du-Rhône ces dernières années : deuxième position devant l'UMP aux cantonales de 2011 (sans toutefois parvenir à gagner de sièges), deuxième position devant le PS aux élections municipales de 2014 à Marseille (en remportant le VIIe secteur) et faisant élire un sénateur en 2014. Dans certains cantons, la situation leur est même particulièrement favorable.
Le FN pourrait ainsi remporter des sièges au conseil départemental, y compris en rendant une majorité absolue impossible pour la droite ou la gauche.

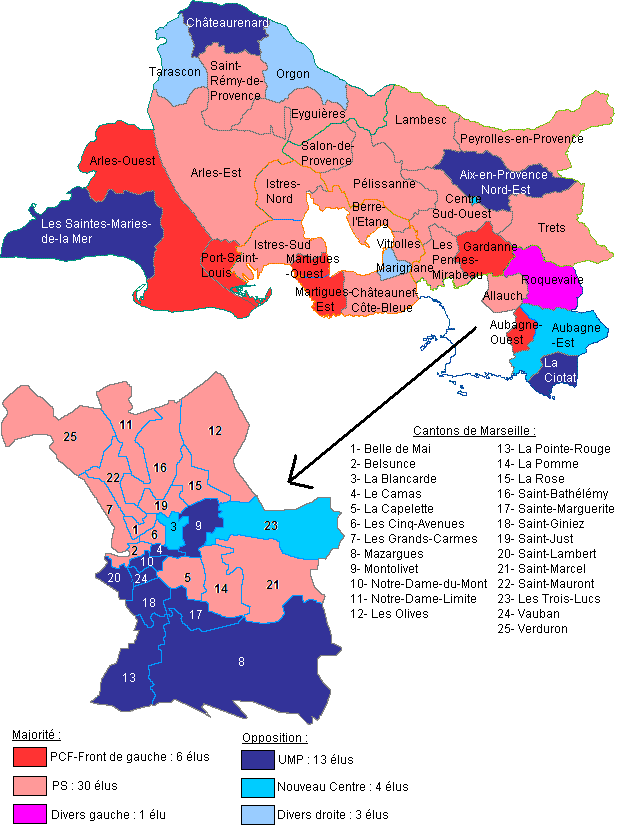
Couleur politique des conseillers généraux élus après les élections de 2011.

### Campagne
L'utilisation de l'aide aux communes par le conseil général est souvent décrite comme « clientéliste », Jean-Noël Guérini l'utiliserait « pour entretenir les allégeances des 119 maires du département » pour lesquels elle représenterait parfois jusqu'à 70 à 80 % du budget d'investissement.

### Assemblée départementale sortante
Avant les élections, le conseil général des Bouches-du-Rhône est présidé par Jean-Noël Guérini (LFD13). Il comprend 58 conseillers généraux issus des 57 cantons des Bouches-du-Rhône. Après le redécoupage cantonal de 2014, ce sont 58 conseillers départementaux qui seront élus au sein des 29 nouveaux cantons des Bouches-du-Rhône.
| Parti                                | Sigle | Sigle | Élus |
| ------------------------------------ | ----- | ----- | ---- |
| Majorité (37 sièges)                 |       |       |      |
| Parti socialiste                     |       | PS    | 23   |
| Parti communiste français            |       | PCF   | 6    |
| Divers gauche                        |       | DVG   | 4    |
| La Force du 13                       |       | LFD13 | 2    |
| PS dissidents                        |       | ex-PS | 2    |
| Opposition (20 sièges)               |       |       |      |
| Union pour un mouvement populaire    |       | UMP   | 13   |
| Union des démocrates et indépendants |       | UDI   | 4    |
| Divers droite                        |       | DVD   | 3    |
| Président du Conseil général         |       |       |      |
| Jean-Noël Guérini (LFD13)            |       |       |      |

### Assemblée départementale élue
Le 2 avril 2015, Martine Vassal est élue présidente du conseil départemental. 
| Parti                                | Sigle | Sigle | Élus |
| ------------------------------------ | ----- | ----- | ---- |
| Majorité (32 sièges)                 |       |       |      |
| Union pour un mouvement populaire    |       | UMP   | 26   |
| Union des démocrates et indépendants |       | UDI   | 6    |
| Opposition (26 sièges)               |       |       |      |
| Parti socialiste                     |       | PS    | 14   |
| Parti communiste français            |       | PCF   | 4    |
| La Force du 13                       |       | LFD13 | 2    |
| Europe Écologie Les Verts            |       | EÉLV  | 2    |
| Front de gauche                      |       | FG    | 1    |
| Mouvement des progressistes          |       | MDP   | 1    |
| Front national                       |       | FN    | 2    |
| Président du Conseil départemental   |       |       |      |
| Martine Vassal (UMP)                 |       |       |      |

## Résultats à l'échelle du département

### Résultats par nuances du ministère de l'Intérieur

Binômes vainqueurs par canton à l'issue du second tour.
FG
PS
EÉLV
Force 13
DVG
UMP-UDI
FN

Binômes arrivés en tête et en ballotage à l'issue du premier tour.

Les nuances utilisées par le ministère de l'Intérieur ne tiennent pas compte des alliances locales.
| Binômes     | Binômes            | Premier tour | Premier tour | Second tour | Second tour | Sièges |
| Binômes     | Binômes            | Voix         | %            | Voix        | %           | Sièges |
| ----------- | ------------------ | ------------ | ------------ | ----------- | ----------- | ------ |
|             | DVG                | 75 053       | 12,01        | 29 290      | 4,67        | 6      |
|             | Union de la gauche | 42 699       | 6,83         | 38 907      | 6,20        | 6      |
|             | PS                 | 37 043       | 5,93         | 48 516      | 7,74        | 8      |
|             | FG                 | 26 334       | 4,21         |             |             |        |
|             | PCF                | 25 845       | 4,14         | 26 217      | 4,18        | 4      |
|             | EÉLV               | 8 964        | 1,43         |             |             |        |
|             | PRG                | 544          | 0,09         |             |             |        |
| Gauche      | Gauche             | 216 482      | 34,64        | 142 930     | 22,79       | 24     |
|             |                    |              |              |             |             |        |
|             | FN                 | 209 362      | 33,51        | 245 844     | 39,20       | 2      |
|             |                    |              |              |             |             |        |
|             | Union de la droite | 166 624      | 26,67        | 238 359     | 38,01       | 32     |
|             | DLF                | 8 850        | 1,42         |             |             |        |
|             | MoDem              | 7 752        | 1,24         |             |             |        |
|             | UMP                | 4 343        | 0,70         |             |             |        |
|             | DVD                | 1 930        | 0,31         |             |             |        |
|             | UDI                | 1 914        | 0,31         |             |             |        |
| Droite      | Droite             | 191 413      | 30,65        | 238 359     | 38,01       | 32     |
|             |                    |              |              |             |             |        |
|             | Divers             | 7 546        | 1,21         |             |             |        |
|             |                    |              |              |             |             |        |
| Inscrits    | Inscrits           | 1 340 994    | 100,00       | 1 340 882   | 100,00      |        |
| Abstentions | Abstentions        | 686 955      | 51,45        | 660 041     | 49,22       |        |
| Votants     | Votants            | 651 039      | 48,55        | 680 841     | 50,78       |        |
| Blancs      | Blancs             | 17 441       | 2,68         | 37 810      | 5,55        |        |
| Nuls        | Nuls               | 8 795        | 1,35         | 15 898      | 2,34        |        |
| Exprimés    | Exprimés           | 624 803      | 95,97        | 627 133     | 92,11       |        |

### Résultats par candidatures
| Binômes | Binômes | Binômes     | Candidatures | Binômes qualifiés au second tour | Binômes élus |
| ------- | ------- | ----------- | ------------ | -------------------------------- | ------------ |
|         |         | FN          | 29           | 29                               | 1            |
|         |         |             |              |                                  |              |
|         |         | UMP         | 19           | 11                               | 10           |
|         |         | UMP-UDI     | 8            | 7                                | 6            |
|         |         | DLF         | 17           | 0                                | —            |
|         |         | MoDem       | 5            | 0                                | —            |
|         |         | DVD         | 4            | 0                                | —            |
|         |         | UDI         | 3            | 0                                | —            |
| Droite  | Droite  | Droite      | 56           | 18                               | 16           |
|         |         |             |              |                                  |              |
|         |         | PS          | 12           | 7                                | 6            |
|         |         | FG          | 20           | 2                                | 2            |
|         |         | Force 13    | 5            | 1                                | 1            |
|         |         | FG-EÉLV     | 5            | 1                                | 1            |
|         |         | PS-EÉLV     | 2            | 1                                | 1            |
|         |         | PS-MDP      | 2            | 1                                | 1            |
|         |         | PS-FG       | 1            | 1                                | 0            |
|         |         | DVG         | 12           | 0                                | —            |
|         |         | EÉLV        | 6            | 0                                | —            |
|         |         | PS-GÉ       | 2            | 0                                | —            |
|         |         | PS-Force 13 | 2            | 0                                | —            |
|         |         | EÉLV-MoDem  | 1            | 0                                | —            |
| Gauche  | Gauche  | Gauche      | 70           | 15                               | 12           |
|         |         |             |              |                                  |              |
|         |         | Divers      | 7            | 0                                | —            |

### Analyses
Au premier tour de scrutin, le Front national est de loin le premier parti, avec 33,51 % des voix. Il est qualifié pour le second tour dans les 29 cantons du département et est en tête dans 15 cantons.
La gauche, malgré un score global de 36,64 %, paye cher ses divisions : elle n'est en tête que dans cinq cantons et n'est en position de se maintenir que dans 15 cantons. De tous les binômes ouvertement soutenus par Jean-Noël Guérini, seuls deux se qualifient pour le second tour (à Marseille-2, où Guérini lui-même se présente, et à Salon-1 mais le binôme se retire pour empêcher l'élection du FN). Le Front de gauche se maintient à Arles, Martigues, Aubagne (en tandem avec le PS) et Gardanne (avec EÉLV). En plus de Gardanne, EÉLV est présent au second tour à Marseille-1, en alliance avec le PS. Les autres candidats de gauche qualifiés sont socialistes.
La droite UMP-UDI réalise un score de 30,65 % des voix et peut se maintenir dans 18 cantons, dont neuf où elle est arrivée en tête.
Au second tour, il y a ainsi :
- trois triangulaires (Aubagne, Berre et Pélissanne) ;
- 11 duels entre le FN et la gauche ;
- 15 duels entre le FN et la droite.

Au second tour, et malgré sa présence dans tous les cantons, le FN ne réussit à l'emporter qu'à Berre à la faveur d'une triangulaire. La droite, présente au second tour dans 18 cantons, est vainqueur dans 16 et remporte, avec 32 sièges, la majorité absolue au conseil départemental. La gauche remporte 12 cantons soit 24 sièges.
Le 2 avril 2015, Martine Vassal est élue présidente du conseil départemental.

### Résultats par canton
| Canton                        | Conseiller sortant          | Parti              | Parti       | Conseiller élu        | Parti           | Parti           |
| ----------------------------- | --------------------------- | ------------------ | ----------- | --------------------- | --------------- | --------------- |
| Aix-en-Provence-Centre        | Bruno Genzana               |                    | UDI         | Canton supprimé       | Canton supprimé | Canton supprimé |
| Aix-en-Provence-Nord-Est      | Jean-Pierre Bouvet          |                    | UMP         | Canton supprimé       | Canton supprimé | Canton supprimé |
| Aix-en-Provence-Sud-Ouest     | André Guinde                |                    | ex-PS       | Canton supprimé       | Canton supprimé | Canton supprimé |
| Aix-en-Provence-1             | Canton créé                 | Canton créé        | Canton créé | Jean-Pierre Bouvet    |                 | UMP             |
| Aix-en-Provence-1             | Canton créé                 | Canton créé        | Canton créé | Brigitte Devésa       |                 | UDI             |
| Aix-en-Provence-2             | Canton créé                 | Canton créé        | Canton créé | Danièle Brunet        |                 | UDI             |
| Aix-en-Provence-2             | Canton créé                 | Canton créé        | Canton créé | Jean-Marc Perrin      |                 | UMP             |
| Allauch                       | Richard Éouzan              |                    | ex-PS       | Bruno Genzana         |                 | UDI             |
| Allauch                       | Richard Éouzan              | Véronique Miquelly | ex-PS       |                       | UMP             |                 |
| Arles                         | Canton créé                 | Canton créé        | Canton créé | Nicolas Koukas        |                 | PCF             |
| Arles                         | Canton créé                 | Canton créé        | Canton créé | Aurore Raoux          |                 | DVG             |
| Arles-Est                     | Claude Vulpian*             |                    | DVG         | Canton supprimé       | Canton supprimé | Canton supprimé |
| Arles-Ouest                   | Hervé Schiavetti*           |                    | PCF         | Canton supprimé       | Canton supprimé | Canton supprimé |
| Aubagne                       | Canton créé                 | Canton créé        | Canton créé | Sylvia Barthélémy     |                 | UDI             |
| Aubagne                       | Canton créé                 | Canton créé        | Canton créé | Gérard Gazay          |                 | UMP             |
| Aubagne-Est                   | Roland Giberti*             |                    | UDI         | Canton supprimé       | Canton supprimé | Canton supprimé |
| Aubagne-Ouest                 | Daniel Fontaine*            |                    | PCF         | Canton supprimé       | Canton supprimé | Canton supprimé |
| Berre-l'Étang                 | Mario Martinet              |                    | PS          | Christiane Pujol      |                 | FN              |
| Berre-l'Étang                 | Mario Martinet              | Jean-Marie Verani  | PS          |                       | FN              |                 |
| Châteauneuf-Côte-Bleue        | Maria Raynaud*              |                    | PS          | Canton supprimé       | Canton supprimé | Canton supprimé |
| Châteaurenard                 | Anne-Marie Ayme-Bertrand*   |                    | UMP         | Corinne Chabaud       |                 | UMP             |
| Châteaurenard                 | Anne-Marie Ayme-Bertrand*   | Lucien Limousin    | UMP         |                       | UMP             |                 |
| La Ciotat                     | Patrick Boré                |                    | UMP         | Patrick Boré          |                 | UMP             |
| La Ciotat                     | Patrick Boré                | Danielle Milon     | UMP         |                       | UMP             |                 |
| Eyguières                     | Daniel Conte*               |                    | PS          | Canton supprimé       | Canton supprimé | Canton supprimé |
| Gardanne                      | Claude Jorda                |                    | PCF         | Rosy Inaudi           |                 | EÉLV            |
| Gardanne                      | Claude Jorda                | Claude Jorda       | PCF         |                       | PCF             |                 |
| Istres                        | Canton créé                 | Canton créé        | Canton créé | Nicole Joulia         |                 | PS              |
| Istres                        | Canton créé                 | Canton créé        | Canton créé | René Raimondi         |                 | PS              |
| Istres-Nord                   | Frédéric Vigouroux          |                    | PS          | Canton supprimé       | Canton supprimé | Canton supprimé |
| Istres-Sud                    | René Raimondi               |                    | PS          | Canton supprimé       | Canton supprimé | Canton supprimé |
| Lambesc                       | Jacky Gérard                |                    | PS          | Canton supprimé       | Canton supprimé | Canton supprimé |
| Marignane                     | Eric Le Dissès              |                    | DVD         | Valérie Guarino       |                 | UMP             |
| Marignane                     | Eric Le Dissès              | Eric Le Dissès     | DVD         |                       | UMP             |                 |
| Marseille-La Belle-de-Mai     | Lisette Narducci            |                    | LFD13       | Canton supprimé       | Canton supprimé | Canton supprimé |
| Marseille-Belsunce            | Josette Sportiello-Bertrand |                    | PS          | Canton supprimé       | Canton supprimé | Canton supprimé |
| Marseille-La Blancarde        | Maurice Di Nocéra           |                    | UDI         | Canton supprimé       | Canton supprimé | Canton supprimé |
| Marseille-Le Camas            | Marine Pustorino            |                    | UMP         | Canton supprimé       | Canton supprimé | Canton supprimé |
| Marseille-La Capelette        | Janine Écochard*            |                    | PS          | Canton supprimé       | Canton supprimé | Canton supprimé |
| Marseille-Les Cinq-Avenues    | Jean-Jacques Bonfil*        |                    | PS          | Canton supprimé       | Canton supprimé | Canton supprimé |
| Marseille-Les Grands-Carmes   | Jean-Noël Guérini           |                    | LFD13       | Canton supprimé       | Canton supprimé | Canton supprimé |
| Marseille-Mazargues           | Didier Réault               |                    | UMP         | Canton supprimé       | Canton supprimé | Canton supprimé |
| Marseille-Montolivet          | Maurice Rey                 |                    | UMP         | Canton supprimé       | Canton supprimé | Canton supprimé |
| Marseille-Notre-Dame-du-Mont  | Solange Biaggi              |                    | UMP         | Canton supprimé       | Canton supprimé | Canton supprimé |
| Marseille-Notre-Dame-Limite   | Rebia Benarioua             |                    | PS          | Canton supprimé       | Canton supprimé | Canton supprimé |
| Marseille-Les Olives          | Christophe Masse            |                    | PS          | Canton supprimé       | Canton supprimé | Canton supprimé |
| Marseille-La Pointe-Rouge     | Richard Miron               |                    | UMP         | Canton supprimé       | Canton supprimé | Canton supprimé |
| Marseille-Notre-Dame-La Pomme | René Olmeta*                |                    | PS          | Canton supprimé       | Canton supprimé | Canton supprimé |
| Marseille-Notre-Dame-La Rose  | Félix Weygand*              |                    | PS          | Canton supprimé       | Canton supprimé | Canton supprimé |
| Marseille-Saint-Barthélemy    | Denis Rossi                 |                    | PS          | Canton supprimé       | Canton supprimé | Canton supprimé |
| Marseille-Saint-Giniez        | Martine Vassal              |                    | UMP         | Canton supprimé       | Canton supprimé | Canton supprimé |
| Marseille-Saint-Just          | Michel Pezet*               |                    | PS          | Canton supprimé       | Canton supprimé | Canton supprimé |
| Marseille-Saint-Lambert       | Sabine Bernasconi           |                    | UMP         | Canton supprimé       | Canton supprimé | Canton supprimé |
| Marseille-Saint-Marcel        | Denis Barthélemy            |                    | PS          | Canton supprimé       | Canton supprimé | Canton supprimé |
| Marseille-Saint-Mauront       | Jean-François Noyes*        |                    | PS          | Canton supprimé       | Canton supprimé | Canton supprimé |
| Marseille-Sainte-Marguerite   | Sandra Saloum*              |                    | UMP         | Canton supprimé       | Canton supprimé | Canton supprimé |
| Marseille-Les Trois Lucs      | Robert Assante*             |                    | UDI         | Canton supprimé       | Canton supprimé | Canton supprimé |
| Marseille-Vauban              | André Malrait*              |                    | UMP         | Canton supprimé       | Canton supprimé | Canton supprimé |
| Marseille-Verduron            | Henri Jibrayel              |                    | PS          | Canton supprimé       | Canton supprimé | Canton supprimé |
| Marseille-1                   | Canton créé                 | Canton créé        | Canton créé | Benoît Payan          |                 | PS              |
| Marseille-1                   | Canton créé                 | Canton créé        | Canton créé | Michèle Rubirola      |                 | EÉLV            |
| Marseille-2                   | Canton créé                 | Canton créé        | Canton créé | Jean-Noël Guérini     |                 | LFD13           |
| Marseille-2                   | Canton créé                 | Canton créé        | Canton créé | Lisette Narducci      |                 | LFD13           |
| Marseille-3                   | Canton créé                 | Canton créé        | Canton créé | Henri Jibrayel        |                 | PS              |
| Marseille-3                   | Canton créé                 | Canton créé        | Canton créé | Josette Sportiello    |                 | PS              |
| Marseille-4                   | Canton créé                 | Canton créé        | Canton créé | Rebia Benarioua       |                 | PS              |
| Marseille-4                   | Canton créé                 | Canton créé        | Canton créé | Anne Di Marino        |                 | PS              |
| Marseille-5                   | Canton créé                 | Canton créé        | Canton créé | Haouaria Hadj-Chikh   |                 | MDP             |
| Marseille-5                   | Canton créé                 | Canton créé        | Canton créé | Denis Rossi           |                 | PS              |
| Marseille-6                   | Canton créé                 | Canton créé        | Canton créé | Christophe Masse      |                 | PS              |
| Marseille-6                   | Canton créé                 | Canton créé        | Canton créé | Geneviève Tranchida   |                 | PS              |
| Marseille-7                   | Canton créé                 | Canton créé        | Canton créé | Marine Pustorino      |                 | UMP             |
| Marseille-7                   | Canton créé                 | Canton créé        | Canton créé | Maurice Rey           |                 | UMP             |
| Marseille-8                   | Canton créé                 | Canton créé        | Canton créé | Sylvie Carrega        |                 | UMP             |
| Marseille-8                   | Canton créé                 | Canton créé        | Canton créé | Thierry Santelli      |                 | UMP             |
| Marseille-9                   | Canton créé                 | Canton créé        | Canton créé | Laure-Agnès Caradec   |                 | UMP             |
| Marseille-9                   | Canton créé                 | Canton créé        | Canton créé | Didier Réault         |                 | UMP             |
| Marseille-10                  | Canton créé                 | Canton créé        | Canton créé | Lionel Royer-Perreaut |                 | UMP             |
| Marseille-10                  | Canton créé                 | Canton créé        | Canton créé | Martine Vassal        |                 | UMP             |
| Marseille-11                  | Canton créé                 | Canton créé        | Canton créé | Solange Biaggi        |                 | UMP             |
| Marseille-11                  | Canton créé                 | Canton créé        | Canton créé | Maurice Di Nocera     |                 | UDI             |
| Marseille-12                  | Canton créé                 | Canton créé        | Canton créé | Sabine Bernasconi     |                 | UMP             |
| Marseille-12                  | Canton créé                 | Canton créé        | Canton créé | Yves Moraine          |                 | UMP             |
| Martigues                     | Canton créé                 | Canton créé        | Canton créé | Gérard Frau           |                 | PCF             |
| Martigues                     | Canton créé                 | Canton créé        | Canton créé | Évelyne Santoru-Joly  |                 | PCF             |
| Martigues-Est                 | Isabelle Ehlé*              |                    | PCF         | Canton supprimé       | Canton supprimé | Canton supprimé |
| Martigues-Ouest               | Evelyne Santoru-Joly        |                    | PCF         | Canton supprimé       | Canton supprimé | Canton supprimé |
| Orgon                         | Maurice Brès*               |                    | DVD         | Canton supprimé       | Canton supprimé | Canton supprimé |
| Pélissanne                    | Alexandra Bounous-Duprey*   |                    | DVG         | Hélène Gente-Ceaglio  |                 | PS              |
| Pélissanne                    | Alexandra Bounous-Duprey*   | Jacky Gérard       | DVG         |                       | PS              |                 |
| Les Pennes-Mirabeau           | Véronique Bourcet-Giner     |                    | PS          | Canton supprimé       | Canton supprimé | Canton supprimé |
| Peyrolles-en-Provence         | Alexandre Medvedowsky*      |                    | DVG         | Canton supprimé       | Canton supprimé | Canton supprimé |
| Port-Saint-Louis-du-Rhône     | Jean-Marc Charrier*         |                    | PCF         | Canton supprimé       | Canton supprimé | Canton supprimé |
| Roquevaire                    | Danièle Garcia              |                    | PS          | Canton supprimé       | Canton supprimé | Canton supprimé |
| Saint-Rémy-de-Provence        | Hervé Chérubini             |                    | PS          | Canton supprimé       | Canton supprimé | Canton supprimé |
| Saintes-Maries-de-la-Mer      | Roland Chassain             |                    | UMP         | Canton supprimé       | Canton supprimé | Canton supprimé |
| Salon-de-Provence             | Michel Tonon*               |                    | DVG         | Canton supprimé       | Canton supprimé | Canton supprimé |
| Salon-de-Provence-1           | Canton créé                 | Canton créé        | Canton créé | Marie-Pierre Callet   |                 | UMP             |
| Salon-de-Provence-1           | Canton créé                 | Canton créé        | Canton créé | Henri Pons            |                 | UDI             |
| Salon-de-Provence-2           | Canton créé                 | Canton créé        | Canton créé | Martine Amselem       |                 | PS              |
| Salon-de-Provence-2           | Canton créé                 | Canton créé        | Canton créé | Frédéric Vigouroux    |                 | PS              |
| Tarascon                      | Lucien Limousin             |                    | DVD         | Canton supprimé       | Canton supprimé | Canton supprimé |
| Trets                         | Roger Tassy*                |                    | PS          | Jean-Claude Feraud    |                 | UMP             |
| Trets                         | Roger Tassy*                | Patricia Saez      | PS          |                       | UMP             |                 |
| Vitrolles                     | Loïc Gachon                 |                    | PS          | Sandra Dalbin         |                 | UMP             |
| Vitrolles                     | Loïc Gachon                 | Richard Mallié     | PS          |                       | UMP             |                 |

* Conseillers généraux sortants ne se représentant pas 

## Résultats par canton

### Canton d'Aix-en-Provence-1
| Candidats            | Candidats                | Partis      | Partis      | Premier tour | Premier tour | Second tour | Second tour |
| Candidats            | Candidats                | Partis      | Partis      | Voix         | %            | Voix        | %           |
| -------------------- | ------------------------ | ----------- | ----------- | ------------ | ------------ | ----------- | ----------- |
| 1                    | Florence Bulteau-Rambaud |             | MoDem       | 1 925        | 8,31         |             |             |
| 1                    | Patrick Prat             |             | MoDem       | 1 925        | 8,31         |             |             |
| 2                    | Jean-Pierre Bouvet*      |             | UMP         | 8 797        | 37,96        | 15 948      | 75,21       |
| 2                    | Brigitte Devésa          |             | UDI         | 8 797        | 37,96        | 15 948      | 75,21       |
| 3                    | Régis Delalande          |             | PS          | 4 535        | 19,57        |             |             |
| 3                    | Éliane Edino             |             | PS          | 4 535        | 19,57        |             |             |
| 4                    | Claudie Hubert           |             | E!          | 2 871        | 12,39        |             |             |
| 4                    | Franck Séraphini         |             | PCF         | 2 871        | 12,39        |             |             |
| 5                    | Pascale Laurent          |             | FN          | 5 047        | 21,78        | 5 257       | 24,79       |
| 5                    | Jérémie Piano            |             | FN          | 5 047        | 21,78        | 5 257       | 24,79       |
|                      |                          |             |             |              |              |             |             |
| Inscrits             | Inscrits                 | Inscrits    | Inscrits    | 49 089       | 100,00       | 49 145      | 100,00      |
| Abstentions          | Abstentions              | Abstentions | Abstentions | 25 143       | 51,22        | 25 530      | 51,95       |
| Votants              | Votants                  | Votants     | Votants     | 23 946       | 48,78        | 23 615      | 48,05       |
| Blancs               | Blancs                   | Blancs      | Blancs      | 492          | 2,05         | 1 807       | 7,65        |
| Nuls                 | Nuls                     | Nuls        | Nuls        | 279          | 1,17         | 603         | 2,55        |
| Exprimés             | Exprimés                 | Exprimés    | Exprimés    | 23 175       | 96,78        | 21 205      | 89,79       |
| * conseiller sortant |                          |             |             |              |              |             |             |

### Canton d'Aix-en-Provence-2
| Candidats            | Candidats                  | Partis      | Partis      | Premier tour | Premier tour | Second tour | Second tour |
| Candidats            | Candidats                  | Partis      | Partis      | Voix         | %            | Voix        | %           |
| -------------------- | -------------------------- | ----------- | ----------- | ------------ | ------------ | ----------- | ----------- |
| 1                    | Chantal Davenne            |             | DVG         | 3 175        | 17,86        |             |             |
| 1                    | André Guinde*              |             | DVG         | 3 175        | 17,86        |             |             |
| 2                    | Olivier Raffard de Brienne |             | FN          | 4 583        | 25,77        | 5 202       | 31,09       |
| 2                    | Catherine Rouvier          |             | FN          | 4 583        | 25,77        | 5 202       | 31,09       |
| 3                    | Danièle Brunet             |             | UDI         | 5 636        | 31,69        | 11 529      | 68,91       |
| 3                    | Jean-Marc Perrin           |             | UMP         | 5 636        | 31,69        | 11 529      | 68,91       |
| 4                    | Pierrick Pogut             |             | MoDem       | 1 046        | 5,88         |             |             |
| 4                    | Christel Tertzaguian       |             | MoDem       | 1 046        | 5,88         |             |             |
| 5                    | Dorian Hispa               |             | EÉLV        | 2 840        | 15,97        |             |             |
| 5                    | Anne Mesliand              |             | PCF         | 2 840        | 15,97        |             |             |
| 6                    | Sébastien Reynier          |             | DLF         | 502          | 2,82         |             |             |
| 6                    | Marine Varlet              |             | DLF         | 502          | 2,82         |             |             |
|                      |                            |             |             |              |              |             |             |
| Inscrits             | Inscrits                   | Inscrits    | Inscrits    | 40 794       | 100,00       | 40 794      | 100,00      |
| Abstentions          | Abstentions                | Abstentions | Abstentions | 22 392       | 54,89        | 22 299      | 54,66       |
| Votants              | Votants                    | Votants     | Votants     | 18 402       | 45,11        | 18 495      | 45,34       |
| Blancs               | Blancs                     | Blancs      | Blancs      | 406          | 2,21         | 1 268       | 6,86        |
| Nuls                 | Nuls                       | Nuls        | Nuls        | 214          | 1,16         | 496         | 2,68        |
| Exprimés             | Exprimés                   | Exprimés    | Exprimés    | 17 782       | 96,63        | 16 731      | 90,46       |
| * conseiller sortant |                            |             |             |              |              |             |             |

### Canton d'Allauch
| Candidats            | Candidats          | Partis      | Partis      | Premier tour | Premier tour | Second tour | Second tour |
| Candidats            | Candidats          | Partis      | Partis      | Voix         | %            | Voix        | %           |
| -------------------- | ------------------ | ----------- | ----------- | ------------ | ------------ | ----------- | ----------- |
| 1                    | Richard Eouzan*    |             | DVG         | 4 388        | 15,55        |             |             |
| 1                    | Danièle Garcia*    |             | DVG         | 4 388        | 15,55        |             |             |
| 2                    | Nathalie Coutenet  |             | EÉLV        | 3 297        | 11,68        |             |             |
| 2                    | Laurent Robert     |             | PS          | 3 297        | 11,68        |             |             |
| 3                    | Bastien Beaudoin   |             | DLF         | 337          | 1,19         |             |             |
| 3                    | Hacina Tebbouche   |             | DLF         | 337          | 1,19         |             |             |
| 4                    | Frédérique Bidart  |             | EÉLV        | 1 904        | 6,75         |             |             |
| 4                    | Michel Laurent     |             | PCF         | 1 904        | 6,75         |             |             |
| 5                    | Bruno Genzana*     |             | UDI         | 4 715        | 16,71        | 13 957      | 52,83       |
| 5                    | Véronique Miquelly |             | UMP         | 4 715        | 16,71        | 13 957      | 52,83       |
| 6                    | Lucie Desblancs    |             | SE          | 3 636        | 12,88        |             |             |
| 6                    | Serge Perrotino    |             | SE          | 3 636        | 12,88        |             |             |
| 7                    | José Gonzalez      |             | FN          | 9 942        | 35,23        | 12 463      | 47,17       |
| 7                    | Véronique Séguin   |             | FN          | 9 942        | 35,23        | 12 463      | 47,17       |
|                      |                    |             |             |              |              |             |             |
| Inscrits             | Inscrits           | Inscrits    | Inscrits    | 55 430       | 100,00       | 55 430      | 100,00      |
| Abstentions          | Abstentions        | Abstentions | Abstentions | 25 710       | 46,38        | 26 051      | 47,05       |
| Votants              | Votants            | Votants     | Votants     | 29 720       | 53,62        | 29 323      | 52,95       |
| Blancs               | Blancs             | Blancs      | Blancs      | 683          | 2,30         | 2 084       | 3,76        |
| Nuls                 | Nuls               | Nuls        | Nuls        | 818          | 2,75         | 819         | 1,48        |
| Exprimés             | Exprimés           | Exprimés    | Exprimés    | 28 219       | 94,95        | 26 420      | 90,10       |
| * conseiller sortant |                    |             |             |              |              |             |             |

### Canton d'Arles
| Candidats            | Candidats          | Partis      | Partis      | Premier tour | Premier tour | Second tour | Second tour |
| Candidats            | Candidats          | Partis      | Partis      | Voix         | %            | Voix        | %           |
| -------------------- | ------------------ | ----------- | ----------- | ------------ | ------------ | ----------- | ----------- |
| 1                    | Sophie Bayard      |             | UMP         | 4 343        | 19,79        |             |             |
| 1                    | Roland Chassain*   |             | UMP         | 4 343        | 19,79        |             |             |
| 2                    | Gilles Ayme        |             | UDI         | 1 914        | 8,72         |             |             |
| 2                    | Pascale Carlier    |             | UDI         | 1 914        | 8,72         |             |             |
| 3                    | Nicolas Koukas     |             | PCF         | 7 928        | 36,13        | 12 223      | 53,12       |
| 3                    | Aurore Raoux       |             | DVG         | 7 928        | 36,13        | 12 223      | 53,12       |
| 4                    | Jean-Pierre Magini |             | FN          | 7 757        | 35,35        | 10 786      | 46,88       |
| 4                    | Valérie Villanove  |             | FN          | 7 757        | 35,35        | 10 786      | 46,88       |
|                      |                    |             |             |              |              |             |             |
| Inscrits             | Inscrits           | Inscrits    | Inscrits    | 46 200       | 100,00       | 46 201      | 100,00      |
| Abstentions          | Abstentions        | Abstentions | Abstentions | 23 174       | 50,16        | 21 214      | 45,92       |
| Votants              | Votants            | Votants     | Votants     | 23 026       | 49,84        | 24 987      | 54,08       |
| Blancs               | Blancs             | Blancs      | Blancs      | 626          | 2,72         | 1 252       | 2,71        |
| Nuls                 | Nuls               | Nuls        | Nuls        | 458          | 1,99         | 726         | 1,57        |
| Exprimés             | Exprimés           | Exprimés    | Exprimés    | 21 942       | 95,29        | 23 009      | 92,08       |
| * conseiller sortant |                    |             |             |              |              |             |             |

### Canton d'Aubagne
| Candidats   | Candidats         | Partis      | Partis      | Premier tour | Premier tour | Second tour | Second tour |
| Candidats   | Candidats         | Partis      | Partis      | Voix         | %            | Voix        | %           |
| ----------- | ----------------- | ----------- | ----------- | ------------ | ------------ | ----------- | ----------- |
| 1           | Gilles Maniglio   |             | FN          | 6 471        | 30,76        | 6 220       | 27,13       |
| 1           | Joëlle Mélin      |             | FN          | 6 471        | 30,76        | 6 220       | 27,13       |
| 2           | Stéphanie Harkane |             | PS          | 6 715        | 31,92        | 7 422       | 32,38       |
| 2           | Frédéric Rays     |             | PCF         | 6 715        | 31,92        | 7 422       | 32,38       |
| 3           | Sylvia Barthélémy |             | UDI         | 7 850        | 37,32        | 9 283       | 40,49       |
| 3           | Gérard Gazay      |             | UMP         | 7 850        | 37,32        | 9 283       | 40,49       |
|             |                   |             |             |              |              |             |             |
| Inscrits    | Inscrits          | Inscrits    | Inscrits    | 44 826       | 100,00       | 44 826      | 100,00      |
| Abstentions | Abstentions       | Abstentions | Abstentions | 22 957       | 51,21        | 21 210      | 47,32       |
| Votants     | Votants           | Votants     | Votants     | 21 869       | 48,79        | 23 616      | 52,68       |
| Blancs      | Blancs            | Blancs      | Blancs      | 464          | 2,12         | 467         | 1,04        |
| Nuls        | Nuls              | Nuls        | Nuls        | 369          | 1,69         | 224         | 0,50        |
| Exprimés    | Exprimés          | Exprimés    | Exprimés    | 21 036       | 96,19        | 22 925      | 97,07       |

### Canton de Berre-l'Étang
| Candidats            | Candidats            | Partis      | Partis      | Premier tour | Premier tour | Second tour | Second tour |
| Candidats            | Candidats            | Partis      | Partis      | Voix         | %            | Voix        | %           |
| -------------------- | -------------------- | ----------- | ----------- | ------------ | ------------ | ----------- | ----------- |
| 1                    | Mario Martinet*      |             | PS          | 6 767        | 26,19        | 9 390       | 33,54       |
| 1                    | Danielle Olanda      |             | PS          | 6 767        | 26,19        | 9 390       | 33,54       |
| 2                    | Gérard Viaud         |             | DVG         | 2 265        | 8,77         |             |             |
| 2                    | Mélissa Villejoubert |             | DVG         | 2 265        | 8,77         |             |             |
| 3                    | Véronique Degelder   |             | DLF         | 795          | 3,08         |             |             |
| 3                    | Michel Gateau        |             | DLF         | 795          | 3,08         |             |             |
| 4                    | Christiane Pujol     |             | FN          | 9 371        | 36,27        | 10 421      | 37,22       |
| 4                    | Jean-Marie Verani    |             | FN          | 9 371        | 36,27        | 10 421      | 37,22       |
| 5                    | Julie Arias          |             | UMP         | 6 637        | 25,69        | 8 187       | 29,24       |
| 5                    | Claude Filippi       |             | UMP         | 6 637        | 25,69        | 8 187       | 29,24       |
|                      |                      |             |             |              |              |             |             |
| Inscrits             | Inscrits             | Inscrits    | Inscrits    | 53 064       | 100,00       | 53 077      | 100,00      |
| Abstentions          | Abstentions          | Abstentions | Abstentions | 25 923       | 48,85        | 23 794      | 44,83       |
| Votants              | Votants              | Votants     | Votants     | 27 141       | 51,15        | 29 283      | 55,17       |
| Blancs               | Blancs               | Blancs      | Blancs      | 923          | 3,40         | 924         | 1,74        |
| Nuls                 | Nuls                 | Nuls        | Nuls        | 383          | 1,41         | 361         | 0,68        |
| Exprimés             | Exprimés             | Exprimés    | Exprimés    | 25 835       | 95,19        | 27 998      | 95,61       |
| * conseiller sortant |                      |             |             |              |              |             |             |

### Canton de Châteaurenard
| Candidats            | Candidats          | Partis      | Partis      | Premier tour | Premier tour | Second tour | Second tour |
| Candidats            | Candidats          | Partis      | Partis      | Voix         | %            | Voix        | %           |
| -------------------- | ------------------ | ----------- | ----------- | ------------ | ------------ | ----------- | ----------- |
| 1                    | Émilie Berardi     |             | EÉLV        | 1 622        | 6,21         |             |             |
| 1                    | Guillaume Ponçon   |             | MoDem       | 1 622        | 6,21         |             |             |
| 2                    | Corinne Chabaud    |             | UMP         | 8 167        | 31,28        | 13 959      | 52,10       |
| 2                    | Lucien Limousin*   |             | UMP         | 8 167        | 31,28        | 13 959      | 52,10       |
| 3                    | Jean Dufour        |             | MDP         | 2 790        | 10,69        |             |             |
| 3                    | Élisabeth Neveu    |             | PS          | 2 790        | 10,69        |             |             |
| 4                    | Yvette Louis       |             | PCF         | 1 967        | 7,53         |             |             |
| 4                    | Jacques Rousset    |             | PCF         | 1 967        | 7,53         |             |             |
| 5                    | Frédéric Laupies   |             | FN          | 11 565       | 44,29        | 12 834      | 47,90       |
| 5                    | Françoise Terminet |             | FN          | 11 565       | 44,29        | 12 834      | 47,90       |
|                      |                    |             |             |              |              |             |             |
| Inscrits             | Inscrits           | Inscrits    | Inscrits    | 51 541       | 100,00       | 51 535      | 100,00      |
| Abstentions          | Abstentions        | Abstentions | Abstentions | 24 400       | 47,34        | 22 611      | 43,88       |
| Votants              | Votants            | Votants     | Votants     | 27 141       | 52,66        | 28 924      | 56,12       |
| Blancs               | Blancs             | Blancs      | Blancs      | 687          | 2,53         | 1 430       | 2,77        |
| Nuls                 | Nuls               | Nuls        | Nuls        | 343          | 1,26         | 701         | 1,36        |
| Exprimés             | Exprimés           | Exprimés    | Exprimés    | 26 111       | 96,21        | 26 793      | 92,63       |
| * conseiller sortant |                    |             |             |              |              |             |             |

### Canton de La Ciotat
| Candidats            | Candidats            | Partis      | Partis      | Premier tour | Premier tour | Second tour | Second tour |
| Candidats            | Candidats            | Partis      | Partis      | Voix         | %            | Voix        | %           |
| -------------------- | -------------------- | ----------- | ----------- | ------------ | ------------ | ----------- | ----------- |
| 1                    | Denis Anselmo        |             | DLF         | 796          | 2,89         |             |             |
| 1                    | Colette Gereux       |             | DLF         | 796          | 2,89         |             |             |
| 2                    | Vesselin Bratkov     |             | FN          | 8 966        | 32,57        | 9 780       | 37,11       |
| 2                    | Laurence Leguem      |             | FN          | 8 966        | 32,57        | 9 780       | 37,11       |
| 3                    | Patrick Boré*        |             | UMP         | 11 465       | 41,64        | 16 577      | 62,89       |
| 3                    | Danielle Milon       |             | UMP         | 11 465       | 41,64        | 16 577      | 62,89       |
| 4                    | Christine Abattu     |             | PS          | 3 543        | 12,87        |             |             |
| 4                    | Christian Monferrini |             | GÉ          | 3 543        | 12,87        |             |             |
| 5                    | Ninon Bourglan       |             | PG          | 2 761        | 10,03        |             |             |
| 5                    | Karim Ghendouf       |             | PCF         | 2 761        | 10,03        |             |             |
|                      |                      |             |             |              |              |             |             |
| Inscrits             | Inscrits             | Inscrits    | Inscrits    | 57 479       | 100,00       | 57 477      | 100,00      |
| Abstentions          | Abstentions          | Abstentions | Abstentions | 28 955       | 50,37        | 28 393      | 49,40       |
| Votants              | Votants              | Votants     | Votants     | 28 524       | 49,63        | 29 084      | 50,60       |
| Blancs               | Blancs               | Blancs      | Blancs      | 688          | 2,41         | 1 815       | 3,16        |
| Nuls                 | Nuls                 | Nuls        | Nuls        | 305          | 1,07         | 912         | 1,59        |
| Exprimés             | Exprimés             | Exprimés    | Exprimés    | 27 531       | 96,52        | 26 357      | 90,62       |
| * conseiller sortant |                      |             |             |              |              |             |             |

### Canton de Gardanne
| Candidats            | Candidats             | Partis      | Partis      | Premier tour | Premier tour | Second tour | Second tour |
| Candidats            | Candidats             | Partis      | Partis      | Voix         | %            | Voix        | %           |
| -------------------- | --------------------- | ----------- | ----------- | ------------ | ------------ | ----------- | ----------- |
| 1                    | Martine Fornerone     |             | FN          | 8 340        | 35,23        | 11 550      | 48,76       |
| 1                    | Maximilien Fusone     |             | FN          | 8 340        | 35,23        | 11 550      | 48,76       |
| 2                    | Philippe Ardhuin      |             | UMP         | 3 811        | 16,10        |             |             |
| 2                    | Corinne Porsin-Raidin |             | UMP         | 3 811        | 16,10        |             |             |
| 3                    | Roxane Calafat        |             | Force 13    | 5 654        | 23,88        |             |             |
| 3                    | Georges Cristiani     |             | Force 13    | 5 654        | 23,88        |             |             |
| 4                    | Rosy Inaudi           |             | EÉLV        | 5 867        | 24,78        | 12 137      | 51,24       |
| 4                    | Claude Jorda*         |             | PCF         | 5 867        | 24,78        | 12 137      | 51,24       |
|                      |                       |             |             |              |              |             |             |
| Inscrits             | Inscrits              | Inscrits    | Inscrits    | 50 805       | 100,00       | 50 805      | 100,00      |
| Abstentions          | Abstentions           | Abstentions | Abstentions | 26 400       | 51,96        | 25 288      | 49,77       |
| Votants              | Votants               | Votants     | Votants     | 24 405       | 48,04        | 25 517      | 50,23       |
| Blancs               | Blancs                | Blancs      | Blancs      | 511          | 2,09         | 1 317       | 5,16        |
| Nuls                 | Nuls                  | Nuls        | Nuls        | 222          | 0,91         | 513         | 2,01        |
| Exprimés             | Exprimés              | Exprimés    | Exprimés    | 23 672       | 97,00        | 23 687      | 92,83       |
| * conseiller sortant |                       |             |             |              |              |             |             |

### Canton d'Istres
| Candidats            | Candidats            | Partis      | Partis      | Premier tour | Premier tour | Second tour | Second tour |
| Candidats            | Candidats            | Partis      | Partis      | Voix         | %            | Voix        | %           |
| -------------------- | -------------------- | ----------- | ----------- | ------------ | ------------ | ----------- | ----------- |
| 1                    | Véronique Iorio      |             | FN          | 9 227        | 38,31        | 11 444      | 43,89       |
| 1                    | Adrien Mexis         |             | FN          | 9 227        | 38,31        | 11 444      | 43,89       |
| 2                    | Michel Leban         |             | UMP         | 3 111        | 12,92        |             |             |
| 2                    | Catherine Stekelorom |             | UMP         | 3 111        | 12,92        |             |             |
| 3                    | Nicole Joulia        |             | PS          | 9 412        | 39,08        | 14 633      | 56,11       |
| 3                    | René Raimondi*       |             | PS          | 9 412        | 39,08        | 14 633      | 56,11       |
| 4                    | Anne Bachman         |             | PCF         | 2 334        | 9,69         |             |             |
| 4                    | Vincent Lemassu      |             | PG          | 2 334        | 9,69         |             |             |
|                      |                      |             |             |              |              |             |             |
| Inscrits             | Inscrits             | Inscrits    | Inscrits    | 47 156       | 100,00       | 47 158      | 100,00      |
| Abstentions          | Abstentions          | Abstentions | Abstentions | 22 008       | 46,67        | 19 167      | 40,64       |
| Votants              | Votants              | Votants     | Votants     | 25 148       | 53,33        | 27 991      | 59,36       |
| Blancs               | Blancs               | Blancs      | Blancs      | 677          | 2,69         | 1 300       | 2,76        |
| Nuls                 | Nuls                 | Nuls        | Nuls        | 387          | 1,54         | 614         | 1,30        |
| Exprimés             | Exprimés             | Exprimés    | Exprimés    | 24 084       | 95,77        | 26 077      | 93,16       |
| * conseiller sortant |                      |             |             |              |              |             |             |

### Canton de Marignane
| Candidats            | Candidats         | Partis      | Partis      | Premier tour | Premier tour | Second tour | Second tour |
| Candidats            | Candidats         | Partis      | Partis      | Voix         | %            | Voix        | %           |
| -------------------- | ----------------- | ----------- | ----------- | ------------ | ------------ | ----------- | ----------- |
| 1                    | Laurence Jouanaud |             | PCF         | 3 635        | 13,28        |             |             |
| 1                    | Hubert Macone     |             | PCF         | 3 635        | 13,28        |             |             |
| 2                    | Brigitte Diaz     |             | EÉLV        | 2 214        | 8,09         |             |             |
| 2                    | Gwenaël Kervajan  |             | EÉLV        | 2 214        | 8,09         |             |             |
| 3                    | Patrick Amate     |             | DVD         | 968          | 3,54         |             |             |
| 3                    | Carole Lenci      |             | DVD         | 968          | 3,54         |             |             |
| 4                    | Valérie Guarino   |             | UMP         | 9 588        | 35,03        | 16 385      | 56,21       |
| 4                    | Éric Le Dissès*   |             | UMP         | 9 588        | 35,03        | 16 385      | 56,21       |
| 5                    | Laure Chevalier   |             | FN          | 10 210       | 37,30        | 12 766      | 43,79       |
| 5                    | Richard Cros      |             | FN          | 10 210       | 37,30        | 12 766      | 43,79       |
| 6                    | Gérard Faissal    |             | DLF         | 757          | 2,77         |             |             |
| 6                    | Maryse Quesson    |             | DLF         | 757          | 2,77         |             |             |
|                      |                   |             |             |              |              |             |             |
| Inscrits             | Inscrits          | Inscrits    | Inscrits    | 60 939       | 100,00       | 60 939      | 100,00      |
| Abstentions          | Abstentions       | Abstentions | Abstentions | 31 872       | 52,30        | 29 651      | 48,66       |
| Votants              | Votants           | Votants     | Votants     | 29 067       | 47,70        | 31 288      | 51,34       |
| Blancs               | Blancs            | Blancs      | Blancs      | 1 445        | 4,97         | 1 625       | 2,67        |
| Nuls                 | Nuls              | Nuls        | Nuls        | 250          | 0,86         | 512         | 0,84        |
| Exprimés             | Exprimés          | Exprimés    | Exprimés    | 27 372       | 94,17        | 29 151      | 93,17       |
| * conseiller sortant |                   |             |             |              |              |             |             |

### Canton de Marseille-1
| Candidats   | Candidats          | Partis      | Partis      | Premier tour | Premier tour | Second tour | Second tour |
| Candidats   | Candidats          | Partis      | Partis      | Voix         | %            | Voix        | %           |
| ----------- | ------------------ | ----------- | ----------- | ------------ | ------------ | ----------- | ----------- |
| 1           | Sylvie Foray       |             | DLF         | 218          | 1,29         |             |             |
| 1           | Alain Gouin        |             | DLF         | 218          | 1,29         |             |             |
| 2           | Benoît Payan       |             | PS          | 4 547        | 26,93        | 10 943      | 67,01       |
| 2           | Michèle Rubirola   |             | EÉLV        | 4 547        | 26,93        | 10 943      | 67,01       |
| 3           | Houria Medjbar     |             | UDMF        | 0            | 0,00         |             |             |
| 3           | Bruno Perez        |             | UDMF        | 0            | 0,00         |             |             |
| 4           | Miloud Boualem     |             | MoDem       | 759          | 4,49         |             |             |
| 4           | Hélène Gilly       |             | MoDem       | 759          | 4,49         |             |             |
| 5           | Ali Bouhouali      |             | Le Trèfle   | 328          | 1,94         |             |             |
| 5           | Monique Carbonnel  |             | Le Trèfle   | 328          | 1,94         |             |             |
| 6           | Laurence Delaye    |             | FN          | 3 722        | 22,04        | 5 388       | 32,99       |
| 6           | Jean-François Luc  |             | FN          | 3 722        | 22,04        | 5 388       | 32,99       |
| 7           | Véronique Klepper  |             | ND          | 494          | 2,93         |             |             |
| 7           | Christophe Littera |             | ND          | 494          | 2,93         |             |             |
| 8           | Monique Daubet     |             | UMP         | 3 537        | 20,95        |             |             |
| 8           | Thibault Pinatel   |             | UMP         | 3 537        | 20,95        |             |             |
| 9           | Gilles Aspinas     |             | PCF         | 2 099        | 12,43        |             |             |
| 9           | Carole Eldin       |             | FG          | 2 099        | 12,43        |             |             |
| 10          | Guillaume Chabran  |             | SE          | 560          | 3,32         |             |             |
| 10          | Marine Lopez       |             | SE          | 560          | 3,32         |             |             |
| 11          | Michel Rodi        |             | Force 13    | 623          | 3,69         |             |             |
| 11          | Linda Zoubir       |             | Force 13    | 623          | 3,69         |             |             |
|             |                    |             |             |              |              |             |             |
| Inscrits    | Inscrits           | Inscrits    | Inscrits    | 38 606       | 100,00       | 38 595      | 100,00      |
| Abstentions | Abstentions        | Abstentions | Abstentions | 21 157       | 54,80        | 20 656      | 53,52       |
| Votants     | Votants            | Votants     | Votants     | 17 449       | 45,20        | 17 939      | 46,48       |
| Blancs      | Blancs             | Blancs      | Blancs      | 386          | 2,21         | 1 249       | 6,96        |
| Nuls        | Nuls               | Nuls        | Nuls        | 176          | 1,01         | 359         | 2,00        |
| Exprimés    | Exprimés           | Exprimés    | Exprimés    | 16 887       | 96,78        | 16 331      | 91,04       |

### Canton de Marseille-2
| Candidats            | Candidats              | Partis      | Partis      | Premier tour | Premier tour | Second tour | Second tour |
| Candidats            | Candidats              | Partis      | Partis      | Voix         | %            | Voix        | %           |
| -------------------- | ---------------------- | ----------- | ----------- | ------------ | ------------ | ----------- | ----------- |
| 5                    | Jean-Noël Guérini*     |             | Force 13    | 3 808        | 34,17        | 7 446       | 68,04       |
| 5                    | Lisette Narducci*      |             | Force 13    | 3 808        | 34,17        | 7 446       | 68,04       |
| 1                    | Nora Akhazzane         |             | PS          | 1 405        | 12,61        |             |             |
| 1                    | Gabriel Guaza          |             | PS          | 1 405        | 12,61        |             |             |
| 2                    | Joël Dupuis            |             | FN          | 2 631        | 23,61        | 3 498       | 31,96       |
| 2                    | Jeanne Marti           |             | FN          | 2 631        | 23,61        | 3 498       | 31,96       |
| 3                    | Gabriel Duplaix        |             | DLF         | 134          | 1,20         |             |             |
| 3                    | Nathalie Forest        |             | DLF         | 134          | 1,20         |             |             |
| 4                    | Hacene Dekhil          |             | PCF         | 926          | 8,31         |             |             |
| 4                    | Irène Perrin-Toinin    |             | PCF         | 926          | 8,31         |             |             |
| 6                    | Stéphane Coppey        |             | EÉLV        | 822          | 7,38         |             |             |
| 6                    | Laurence Vichnievsky   |             | EÉLV        | 822          | 7,38         |             |             |
| 7                    | Marie-Claude Bruguiere |             | UMP         | 1 418        | 12,72        |             |             |
| 7                    | Thomas Mazet           |             | UMP         | 1 418        | 12,72        |             |             |
|                      |                        |             |             |              |              |             |             |
| Inscrits             | Inscrits               | Inscrits    | Inscrits    | 28 991       | 100,00       | 28 980      | 100,00      |
| Abstentions          | Abstentions            | Abstentions | Abstentions | 17 399       | 60,02        | 16 803      | 57,98       |
| Votants              | Votants                | Votants     | Votants     | 11 592       | 39,98        | 12 177      | 42,02       |
| Blancs               | Blancs                 | Blancs      | Blancs      | 303          | 2,61         | 886         | 7,28        |
| Nuls                 | Nuls                   | Nuls        | Nuls        | 145          | 1,25         | 347         | 2,85        |
| Exprimés             | Exprimés               | Exprimés    | Exprimés    | 11 144       | 96,14        | 10 944      | 89,87       |
| * conseiller sortant |                        |             |             |              |              |             |             |

### Canton de Marseille-3
| Candidats            | Candidats             | Partis      | Partis      | Premier tour | Premier tour | Second tour | Second tour |
| Candidats            | Candidats             | Partis      | Partis      | Voix         | %            | Voix        | %           |
| -------------------- | --------------------- | ----------- | ----------- | ------------ | ------------ | ----------- | ----------- |
| 1                    | Valérie Diamanti      |             | PCF         | 1 824        | 15,91        |             |             |
| 1                    | Jean Sicard           |             | PG          | 1 824        | 15,91        |             |             |
| 2                    | Georges Panagiotou    |             | UDI         | 1 222        | 10,66        |             |             |
| 2                    | Catherine Rivet-Jolin |             | UDI         | 1 222        | 10,66        |             |             |
| 3                    | Henri Jibrayel*       |             | PS          | 2 798        | 24,41        | 7 698       | 59,81       |
| 3                    | Josette Sportiello*   |             | PS          | 2 798        | 24,41        | 7 698       | 59,81       |
| 4                    | Lydia Carle-Frentzel  |             | Force 13    | 1 294        | 11,29        |             |             |
| 4                    | Bernard Marty         |             | Force 13    | 1 294        | 11,29        |             |             |
| 5                    | Denis Bertrand        |             | DLF         | 303          | 2,64         |             |             |
| 5                    | Ghania Oudali         |             | DLF         | 303          | 2,64         |             |             |
| 6                    | Sophie Grech          |             | FN          | 4 022        | 35,09        | 5 173       | 40,19       |
| 6                    | Bernard Marandat      |             | FN          | 4 022        | 35,09        | 5 173       | 40,19       |
|                      |                       |             |             |              |              |             |             |
| Inscrits             | Inscrits              | Inscrits    | Inscrits    | 29 921       | 100,00       | 29 913      | 100,00      |
| Abstentions          | Abstentions           | Abstentions | Abstentions | 17 962       | 60,03        | 16 100      | 53,82       |
| Votants              | Votants               | Votants     | Votants     | 11 959       | 39,97        | 13 813      | 46,18       |
| Blancs               | Blancs                | Blancs      | Blancs      | 353          | 2,95         | 615         | 4,45        |
| Nuls                 | Nuls                  | Nuls        | Nuls        | 143          | 1,20         | 327         | 2,37        |
| Exprimés             | Exprimés              | Exprimés    | Exprimés    | 11 463       | 95,85        | 12 871      | 93,18       |
| * conseiller sortant |                       |             |             |              |              |             |             |

### Canton de Marseille-4
| Candidats            | Candidats        | Partis      | Partis      | Premier tour | Premier tour | Second tour | Second tour |
| Candidats            | Candidats        | Partis      | Partis      | Voix         | %            | Voix        | %           |
| -------------------- | ---------------- | ----------- | ----------- | ------------ | ------------ | ----------- | ----------- |
| 1                    | Marie Camelio    |             | UMP         | 1 970        | 17,27        |             |             |
| 1                    | Bernard Susini   |             | UMP         | 1 970        | 17,27        |             |             |
| 2                    | Paul Cupolati    |             | FN          | 4 578        | 40,14        | 5 737       | 44,94       |
| 2                    | Monique Farkas   |             | FN          | 4 578        | 40,14        | 5 737       | 44,94       |
| 3                    | Rebia Benarioua* |             | PS          | 3 542        | 31,06        | 7 028       | 55,06       |
| 3                    | Anne Di Marino   |             | PS          | 3 542        | 31,06        | 7 028       | 55,06       |
| 4                    | Samir Ayadi      |             | DLF         | 322          | 2,82         |             |             |
| 4                    | Simone Charin    |             | DLF         | 322          | 2,82         |             |             |
| 5                    | Sam Ben Ahmed    |             | DVG         | 993          | 8,71         |             |             |
| 5                    | Rabiata M'Madi   |             | DVG         | 993          | 8,71         |             |             |
|                      |                  |             |             |              |              |             |             |
| Inscrits             | Inscrits         | Inscrits    | Inscrits    | 32 150       | 100,00       | 32 141      | 100,00      |
| Abstentions          | Abstentions      | Abstentions | Abstentions | 20 141       | 62,65        | 18 604      | 57,88       |
| Votants              | Votants          | Votants     | Votants     | 12 009       | 37,35        | 13 537      | 42,12       |
| Blancs               | Blancs           | Blancs      | Blancs      | 375          | 3,12         | 543         | 4,01        |
| Nuls                 | Nuls             | Nuls        | Nuls        | 229          | 1,91         | 229         | 1,69        |
| Exprimés             | Exprimés         | Exprimés    | Exprimés    | 11 405       | 94,97        | 12 765      | 94,30       |
| * conseiller sortant |                  |             |             |              |              |             |             |

### Canton de Marseille-5
| Candidats            | Candidats               | Partis      | Partis      | Premier tour | Premier tour | Second tour | Second tour |
| Candidats            | Candidats               | Partis      | Partis      | Voix         | %            | Voix        | %           |
| -------------------- | ----------------------- | ----------- | ----------- | ------------ | ------------ | ----------- | ----------- |
| 1                    | Sandrine d'Angio        |             | FN          | 5 280        | 36,71        | 6 742       | 45,58       |
| 1                    | Antoine Maggio          |             | FN          | 5 280        | 36,71        | 6 742       | 45,58       |
| 2                    | Samba Doucoure          |             | DVG         | 492          | 3,42         |             |             |
| 2                    | Myriam Manni            |             | DVG         | 492          | 3,42         |             |             |
| 3                    | Robert Fuchs            |             | UMP         | 3 215        | 22,35        |             |             |
| 3                    | Marie-Laurence Macaluso |             | UMP         | 3 215        | 22,35        |             |             |
| 4                    | Haouaria Hadj-Chikh     |             | MDP         | 3 691        | 25,66        | 8 048       | 54,42       |
| 4                    | Denis Rossi*            |             | PS          | 3 691        | 25,66        | 8 048       | 54,42       |
| 5                    | Karima Berriche         |             | PCF         | 1 705        | 11,85        |             |             |
| 5                    | Mohamed Itrisso         |             | PCF         | 1 705        | 11,85        |             |             |
|                      |                         |             |             |              |              |             |             |
| Inscrits             | Inscrits                | Inscrits    | Inscrits    | 35 555       | 100,00       | 35 549      | 100,00      |
| Abstentions          | Abstentions             | Abstentions | Abstentions | 20 435       | 57,47        | 19 410      | 54,60       |
| Votants              | Votants                 | Votants     | Votants     | 15 120       | 42,53        | 16 139      | 45,40       |
| Blancs               | Blancs                  | Blancs      | Blancs      | 427          | 2,82         | 906         | 5,61        |
| Nuls                 | Nuls                    | Nuls        | Nuls        | 310          | 2,05         | 443         | 2,74        |
| Exprimés             | Exprimés                | Exprimés    | Exprimés    | 14 383       | 95,13        | 14 790      | 91,64       |
| * conseiller sortant |                         |             |             |              |              |             |             |

### Canton de Marseille-6
| Candidats            | Candidats           | Partis      | Partis      | Premier tour | Premier tour | Second tour | Second tour |
| Candidats            | Candidats           | Partis      | Partis      | Voix         | %            | Voix        | %           |
| -------------------- | ------------------- | ----------- | ----------- | ------------ | ------------ | ----------- | ----------- |
| 1                    | Monique Cordier     |             | UMP         | 3 636        | 19,31        |             |             |
| 1                    | Richard Miron*      |             | UMP         | 3 636        | 19,31        |             |             |
| 2                    | Christophe Masse*   |             | PS          | 5 126        | 27,22        | 9 767       | 50,25       |
| 2                    | Geneviève Tranchida |             | PS          | 5 126        | 27,22        | 9 767       | 50,25       |
| 3                    | Anita Hoffmann      |             | EÉLV        | 672          | 3,57         |             |             |
| 3                    | Saïd Mhamadi        |             | EÉLV        | 672          | 3,57         |             |             |
| 4                    | Marie-José Cazorla  |             | PCF         | 870          | 4,62         |             |             |
| 4                    | Nicolas Peyraud     |             | PCF         | 870          | 4,62         |             |             |
| 5                    | Cédric Dudieuzère   |             | FN          | 7 562        | 40,16        | 9 669       | 49,75       |
| 5                    | Marie Mustachia     |             | FN          | 7 562        | 40,16        | 9 669       | 49,75       |
| 6                    | Samir Mezeghiche    |             | DVG         | 668          | 3,55         |             |             |
| 6                    | Sarah Soilihi       |             | DVG         | 668          | 3,55         |             |             |
| 7                    | Henri Montes        |             | DLF         | 296          | 1,57         |             |             |
| 7                    | Odile Mouries       |             | DLF         | 296          | 1,57         |             |             |
|                      |                     |             |             |              |              |             |             |
| Inscrits             | Inscrits            | Inscrits    | Inscrits    | 41 049       | 100,00       | 41 039      | 100,00      |
| Abstentions          | Abstentions         | Abstentions | Abstentions | 21 554       | 52,51        | 20 097      | 48,97       |
| Votants              | Votants             | Votants     | Votants     | 19 495       | 47,49        | 20 942      | 51,03       |
| Blancs               | Blancs              | Blancs      | Blancs      | 464          | 2,38         | 1 170       | 5,59        |
| Nuls                 | Nuls                | Nuls        | Nuls        | 201          | 1,03         | 336         | 1,60        |
| Exprimés             | Exprimés            | Exprimés    | Exprimés    | 18 830       | 96,59        | 19 436      | 92,81       |
| * conseiller sortant |                     |             |             |              |              |             |             |

### Canton de Marseille-7
| Candidats            | Candidats             | Partis      | Partis      | Premier tour | Premier tour | Second tour | Second tour |
| Candidats            | Candidats             | Partis      | Partis      | Voix         | %            | Voix        | %           |
| -------------------- | --------------------- | ----------- | ----------- | ------------ | ------------ | ----------- | ----------- |
| 1                    | Rosa Benamar          |             | SE          | 937          | 3,73         |             |             |
| 1                    | Jean-Jacques Mennillo |             | SE          | 937          | 3,73         |             |             |
| 2                    | France Gamerre        |             | GÉ          | 4 529        | 18,02        |             |             |
| 2                    | Yannick Ohanessian    |             | PS          | 4 529        | 18,02        |             |             |
| 3                    | Chistian Barbe        |             | PCF         | 1 677        | 6,67         |             |             |
| 3                    | Catherine Walgenwitz  |             | PCF         | 1 677        | 6,67         |             |             |
| 4                    | Marine Pustorino*     |             | UMP         | 7 941        | 31,60        | 14 548      | 58,21       |
| 4                    | Maurice Rey*          |             | UMP         | 7 941        | 31,60        | 14 548      | 58,21       |
| 5                    | Michèle Aldila        |             | DLF         | 662          | 2,63         |             |             |
| 5                    | Paul Roudier          |             | DLF         | 662          | 2,63         |             |             |
| 6                    | Loïc Barat            |             | FN          | 9 383        | 37,34        | 10 445      | 41,79       |
| 6                    | Elisabeth Philippe    |             | FN          | 9 383        | 37,34        | 10 445      | 41,79       |
|                      |                       |             |             |              |              |             |             |
| Inscrits             | Inscrits              | Inscrits    | Inscrits    | 53 811       | 100,00       | 53 798      | 100,00      |
| Abstentions          | Abstentions           | Abstentions | Abstentions | 27 746       | 51,56        | 26 545      | 49,34       |
| Votants              | Votants               | Votants     | Votants     | 26 065       | 48,44        | 27 253      | 50,66       |
| Blancs               | Blancs                | Blancs      | Blancs      | 597          | 2,29         | 1 502       | 5,51        |
| Nuls                 | Nuls                  | Nuls        | Nuls        | 339          | 1,30         | 758         | 2,78        |
| Exprimés             | Exprimés              | Exprimés    | Exprimés    | 25 129       | 96,41        | 24 993      | 91,71       |
| * conseiller sortant |                       |             |             |              |              |             |             |

### Canton de Marseille-8
| Candidats            | Candidats           | Partis      | Partis      | Premier tour | Premier tour | Second tour | Second tour |
| Candidats            | Candidats           | Partis      | Partis      | Voix         | %            | Voix        | %           |
| -------------------- | ------------------- | ----------- | ----------- | ------------ | ------------ | ----------- | ----------- |
| 1                    | Jocelyne Duval      |             | PCF         | 1 622        | 8,48         |             |             |
| 1                    | Pierre Maurice      |             | PG          | 1 622        | 8,48         |             |             |
| 2                    | Myriam Benguerroud  |             | SE          | 553          | 2,89         |             |             |
| 2                    | Abdelkader Berrahma |             | SE          | 553          | 2,89         |             |             |
| 3                    | Souaad Rady         |             | DVG         | 648          | 3,39         |             |             |
| 3                    | Sofiane Zemmouchi   |             | DVG         | 648          | 3,39         |             |             |
| 4                    | Sylvie Carrega      |             | UMP         | 4 444        | 23,23        | 10 984      | 56,73       |
| 4                    | Thierry Santelli    |             | UMP         | 4 444        | 23,23        | 10 984      | 56,73       |
| 5                    | Laura Deslot        |             | DLF         | 408          | 2,13         |             |             |
| 5                    | Anthony Esposito    |             | DLF         | 408          | 2,13         |             |             |
| 6                    | Denis Barthélémy*   |             | PS          | 3 458        | 18,07        |             |             |
| 6                    | Sylvie Hermant      |             | PS          | 3 458        | 18,07        |             |             |
| 7                    | Laurent Comas       |             | FN          | 8 001        | 41,82        | 8 377       | 43,27       |
| 7                    | Anaïs Ortega        |             | FN          | 8 001        | 41,82        | 8 377       | 43,27       |
|                      |                     |             |             |              |              |             |             |
| Inscrits             | Inscrits            | Inscrits    | Inscrits    | 45 534       | 100,00       | 45 527      | 100,00      |
| Abstentions          | Abstentions         | Abstentions | Abstentions | 25 631       | 56,29        | 24 558      | 53,94       |
| Votants              | Votants             | Votants     | Votants     | 19 903       | 43,71        | 20 969      | 46,06       |
| Blancs               | Blancs              | Blancs      | Blancs      | 510          | 2,56         | 1 113       | 5,31        |
| Nuls                 | Nuls                | Nuls        | Nuls        | 259          | 1,30         | 495         | 2,36        |
| Exprimés             | Exprimés            | Exprimés    | Exprimés    | 19 134       | 96,14        | 19 361      | 92,33       |
| * conseiller sortant |                     |             |             |              |              |             |             |

### Canton de Marseille-9
| Candidats            | Candidats           | Partis      | Partis      | Premier tour | Premier tour | Second tour | Second tour |
| Candidats            | Candidats           | Partis      | Partis      | Voix         | %            | Voix        | %           |
| -------------------- | ------------------- | ----------- | ----------- | ------------ | ------------ | ----------- | ----------- |
| 1                    | Christine Juste     |             | EÉLV        | 3 536        | 15,55        |             |             |
| 1                    | Hervé Menchon       |             | EÉLV        | 3 536        | 15,55        |             |             |
| 2                    | Michel Cataneo      |             | FN          | 7 416        | 32,62        | 7 918       | 36,67       |
| 2                    | Caroline Sicard     |             | FN          | 7 416        | 32,62        | 7 918       | 36,67       |
| 3                    | Alain Calvet        |             | DLF         | 655          | 2,88         |             |             |
| 3                    | Florence Cassagnau  |             | DLF         | 655          | 2,88         |             |             |
| 4                    | Laure-Agnès Caradec |             | UMP         | 8 000        | 35,19        | 13 672      | 63,33       |
| 4                    | Didier Réault*      |             | UMP         | 8 000        | 35,19        | 13 672      | 63,33       |
| 5                    | Guillaume Algrin    |             | PCF         | 3 126        | 13,75        |             |             |
| 5                    | Marie-Claude Rumau  |             | PCF         | 3 126        | 13,75        |             |             |
|                      |                     |             |             |              |              |             |             |
| Inscrits             | Inscrits            | Inscrits    | Inscrits    | 48 806       | 100,00       | 48 791      | 100,00      |
| Abstentions          | Abstentions         | Abstentions | Abstentions | 25 182       | 51,60        | 24 990      | 51,22       |
| Votants              | Votants             | Votants     | Votants     | 23 624       | 48,40        | 23 801      | 48,78       |
| Blancs               | Blancs              | Blancs      | Blancs      | 638          | 2,70         | 1 674       | 7,03        |
| Nuls                 | Nuls                | Nuls        | Nuls        | 253          | 1,07         | 537         | 2,26        |
| Exprimés             | Exprimés            | Exprimés    | Exprimés    | 22 733       | 96,23        | 21 590      | 90,71       |
| * conseiller sortant |                     |             |             |              |              |             |             |

### Canton de Marseille-10
| Candidats            | Candidats              | Partis      | Partis      | Premier tour | Premier tour | Second tour | Second tour |
| Candidats            | Candidats              | Partis      | Partis      | Voix         | %            | Voix        | %           |
| -------------------- | ---------------------- | ----------- | ----------- | ------------ | ------------ | ----------- | ----------- |
| 1                    | Stéphanie Brun-Pothin  |             | NDR         | 214          | 1,00         |             |             |
| 1                    | Frédéric-Sauveur Lledo |             | NDR         | 214          | 1,00         |             |             |
| 2                    | Jean-Marc Cavagnara    |             | FG          | 3 014        | 14,15        |             |             |
| 2                    | Sophia Hocini          |             | PCF         | 3 014        | 14,15        |             |             |
| 3                    | Marcel Maunier         |             | FN          | 6 872        | 32,27        | 7 263       | 34,24       |
| 3                    | Jocelyne Trani         |             | FN          | 6 872        | 32,27        | 7 263       | 34,24       |
| 4                    | Chantal Hamonet        |             | MoDem       | 1 477        | 6,94         |             |             |
| 4                    | Patrick Thevenin       |             | MoDem       | 1 477        | 6,94         |             |             |
| 5                    | Jacques Charton        |             | ND          | 1 164        | 5,47         |             |             |
| 5                    | Marie Fernandez        |             | ND          | 1 164        | 5,47         |             |             |
| 6                    | Lionel Royer-Perreaut  |             | UMP         | 8 553        | 40,17        | 13 952      | 65,76       |
| 6                    | Martine Vassal*        |             | UMP         | 8 553        | 40,17        | 13 952      | 65,76       |
|                      |                        |             |             |              |              |             |             |
| Inscrits             | Inscrits               | Inscrits    | Inscrits    | 48 045       | 100,00       | 48 031      | 100,00      |
| Abstentions          | Abstentions            | Abstentions | Abstentions | 25 769       | 53,64        | 25 021      | 52,09       |
| Votants              | Votants                | Votants     | Votants     | 22 276       | 46,36        | 23 010      | 47,91       |
| Blancs               | Blancs                 | Blancs      | Blancs      | 702          | 3,15         | 1 254       | 5,45        |
| Nuls                 | Nuls                   | Nuls        | Nuls        | 280          | 1,26         | 541         | 2,35        |
| Exprimés             | Exprimés               | Exprimés    | Exprimés    | 21 294       | 95,59        | 21 215      | 92,20       |
| * conseiller sortant |                        |             |             |              |              |             |             |

### Canton de Marseille-11
| Candidats            | Candidats           | Partis      | Partis      | Premier tour | Premier tour | Second tour | Second tour |
| Candidats            | Candidats           | Partis      | Partis      | Voix         | %            | Voix        | %           |
| -------------------- | ------------------- | ----------- | ----------- | ------------ | ------------ | ----------- | ----------- |
| 1                    | Martine Laboz-Guedj |             | Force 13    | 544          | 3,12         |             |             |
| 1                    | Frank Rebaudengo    |             | Force 13    | 544          | 3,12         |             |             |
| 2                    | Jean-Pierre Baumann |             | FN          | 5 034        | 28,87        | 5 525       | 34,93       |
| 2                    | Danielle Kerbrat    |             | FN          | 5 034        | 28,87        | 5 525       | 34,93       |
| 3                    | Bruno Cocaign       |             | PG          | 2 252        | 12,92        |             |             |
| 3                    | Isabelle Pasquet    |             | PCF         | 2 252        | 12,92        |             |             |
| 4                    | Nicolas Drouard     |             | UPR         | 248          | 1,42         |             |             |
| 4                    | Patricia Memaj      |             | UPR         | 248          | 1,42         |             |             |
| 5                    | Solange Biaggi*     |             | UMP         | 4 852        | 27,83        | 10 292      | 65,07       |
| 5                    | Maurice Di Nocera*  |             | UDI         | 4 852        | 27,83        | 10 292      | 65,07       |
| 6                    | Sébastien Barles    |             | EÉLV        | 4 505        | 25,84        |             |             |
| 6                    | Nathalie Pigamo     |             | PS          | 4 505        | 25,84        |             |             |
|                      |                     |             |             |              |              |             |             |
| Inscrits             | Inscrits            | Inscrits    | Inscrits    | 39 270       | 100,00       | 39 263      | 100,00      |
| Abstentions          | Abstentions         | Abstentions | Abstentions | 21 106       | 53,75        | 21 205      | 54,01       |
| Votants              | Votants             | Votants     | Votants     | 18 164       | 46,25        | 18 058      | 45,99       |
| Blancs               | Blancs              | Blancs      | Blancs      | 518          | 2,85         | 1 640       | 9,08        |
| Nuls                 | Nuls                | Nuls        | Nuls        | 211          | 1,16         | 601         | 3,33        |
| Exprimés             | Exprimés            | Exprimés    | Exprimés    | 17 435       | 95,99        | 15 817      | 87,59       |
| * conseiller sortant |                     |             |             |              |              |             |             |

### Canton de Marseille-12
| Candidats            | Candidats                          | Partis      | Partis      | Premier tour | Premier tour | Second tour | Second tour |
| Candidats            | Candidats                          | Partis      | Partis      | Voix         | %            | Voix        | %           |
| -------------------- | ---------------------------------- | ----------- | ----------- | ------------ | ------------ | ----------- | ----------- |
| 1                    | Sabine Bernasconi*                 |             | UMP         | 8 501        | 37,57        | 14 794      | 70,03       |
| 1                    | Yves Moraine                       |             | UMP         | 8 501        | 37,57        | 14 794      | 70,03       |
| 2                    | Audrey Garino                      |             | PCF         | 2 044        | 9,03         |             |             |
| 2                    | Christian Pellicani                |             | PCF         | 2 044        | 9,03         |             |             |
| 3                    | Franck-Michel Martin de Champagnac |             | MoDem       | 923          | 4,08         |             |             |
| 3                    | Henriette Puggelli                 |             | MoDem       | 923          | 4,08         |             |             |
| 4                    | Éric Geronimo                      |             | FN          | 5 774        | 25,51        | 6 330       | 29,97       |
| 4                    | Clémence Parodi                    |             | FN          | 5 774        | 25,51        | 6 330       | 29,97       |
| 5                    | Michel Lao                         |             | PS          | 4 552        | 20,11        |             |             |
| 5                    | Annie Lévy-Mozziconacci            |             | PS          | 4 552        | 20,11        |             |             |
| 6                    | Fethi Aouni-Ouederni               |             | DVD         | 420          | 1,86         |             |             |
| 6                    | Conception Denia-Salone            |             | DVD         | 420          | 1,86         |             |             |
| 7                    | Jean-Christophe André              |             | DLF         | 416          | 1,84         |             |             |
| 7                    | Bernadette Monetto                 |             | DLF         | 416          | 1,84         |             |             |
|                      |                                    |             |             |              |              |             |             |
| Inscrits             | Inscrits                           | Inscrits    | Inscrits    | 49 116       | 100,00       | 49 097      | 100,00      |
| Abstentions          | Abstentions                        | Abstentions | Abstentions | 25 795       | 52,52        | 25 814      | 52,58       |
| Votants              | Votants                            | Votants     | Votants     | 23 321       | 47,48        | 23 283      | 47,42       |
| Blancs               | Blancs                             | Blancs      | Blancs      | 491          | 2,11         | 1 658       | 7,12        |
| Nuls                 | Nuls                               | Nuls        | Nuls        | 200          | 0,86         | 501         | 2,15        |
| Exprimés             | Exprimés                           | Exprimés    | Exprimés    | 22 630       | 97,04        | 21 124      | 90,73       |
| * conseiller sortant |                                    |             |             |              |              |             |             |

### Canton de Martigues
| Candidats            | Candidats             | Partis      | Partis      | Premier tour | Premier tour | Second tour | Second tour |
| Candidats            | Candidats             | Partis      | Partis      | Voix         | %            | Voix        | %           |
| -------------------- | --------------------- | ----------- | ----------- | ------------ | ------------ | ----------- | ----------- |
| 1                    | Francis Lopez         |             | DVG         | 1 362        | 5,78         |             |             |
| 1                    | Hélène Polydoros      |             | DVG         | 1 362        | 5,78         |             |             |
| 2                    | Jean-Luc Di Maria     |             | UMP         | 4 064        | 17,24        |             |             |
| 2                    | Sylvie Wojtowicz      |             | UDI         | 4 064        | 17,24        |             |             |
| 3                    | Gérard Frau           |             | PCF         | 10 146       | 43,05        | 13 994      | 58,68       |
| 3                    | Évelyne Santoru-Joly* |             | PCF         | 10 146       | 43,05        | 13 994      | 58,68       |
| 4                    | Emmanuel Fouquart     |             | FN          | 7 996        | 33,93        | 9 854       | 41,32       |
| 4                    | Nadine Laurent        |             | FN          | 7 996        | 33,93        | 9 854       | 41,32       |
|                      |                       |             |             |              |              |             |             |
| Inscrits             | Inscrits              | Inscrits    | Inscrits    | 46 092       | 100,00       | 46 092      | 100,00      |
| Abstentions          | Abstentions           | Abstentions | Abstentions | 21 267       | 46,14        | 20 498      | 44,47       |
| Votants              | Votants               | Votants     | Votants     | 24 825       | 53,86        | 25 594      | 55,53       |
| Blancs               | Blancs                | Blancs      | Blancs      | 892          | 3,59         | 1 202       | 4,70        |
| Nuls                 | Nuls                  | Nuls        | Nuls        | 365          | 1,47         | 544         | 2,13        |
| Exprimés             | Exprimés              | Exprimés    | Exprimés    | 23 568       | 94,94        | 23 848      | 93,18       |
| * conseiller sortant |                       |             |             |              |              |             |             |

### Canton de Pélissanne
| Candidats            | Candidats                | Partis      | Partis      | Premier tour | Premier tour | Second tour | Second tour |
| Candidats            | Candidats                | Partis      | Partis      | Voix         | %            | Voix        | %           |
| -------------------- | ------------------------ | ----------- | ----------- | ------------ | ------------ | ----------- | ----------- |
| 1                    | Alexis Allione           |             | FN          | 6 513        | 27,42        | 6 013       | 23,71       |
| 1                    | Evelyne Caire            |             | FN          | 6 513        | 27,42        | 6 013       | 23,71       |
| 2                    | Claire Blanc             |             | UMP         | 7 329        | 30,86        | 9 643       | 38,02       |
| 2                    | Pascal Montécot          |             | UMP         | 7 329        | 30,86        | 9 643       | 38,02       |
| 3                    | Loïc Martin-Jaubert      |             | PCF         | 2 104        | 8,86         |             |             |
| 3                    | Sophie Noël              |             | EÉLV        | 2 104        | 8,86         |             |             |
| 4                    | Hélène Gente-Ceaglio     |             | PS          | 7 221        | 30,40        | 9 707       | 38,27       |
| 4                    | Jacky Gérard*            |             | PS          | 7 221        | 30,40        | 9 707       | 38,27       |
| 5                    | Nathalie Fargier-Ferrand |             | DLF         | 583          | 2,45         |             |             |
| 5                    | Didier Gaulon            |             | DLF         | 583          | 2,45         |             |             |
|                      |                          |             |             |              |              |             |             |
| Inscrits             | Inscrits                 | Inscrits    | Inscrits    | 46 130       | 100,00       | 46 135      | 100,00      |
| Abstentions          | Abstentions              | Abstentions | Abstentions | 21 563       | 46,74        | 20 042      | 43,44       |
| Votants              | Votants                  | Votants     | Votants     | 24 567       | 53,26        | 26 093      | 56,56       |
| Blancs               | Blancs                   | Blancs      | Blancs      | 586          | 2,39         | 535         | 2,05        |
| Nuls                 | Nuls                     | Nuls        | Nuls        | 231          | 0,94         | 195         | 0,75        |
| Exprimés             | Exprimés                 | Exprimés    | Exprimés    | 23 750       | 96,67        | 25 363      | 97,20       |
| * conseiller sortant |                          |             |             |              |              |             |             |

### Canton de Salon-de-Provence-1
| Candidats            | Candidats           | Partis      | Partis      | Premier tour | Premier tour | Second tour | Second tour |
| Candidats            | Candidats           | Partis      | Partis      | Voix         | %            | Voix        | %           |
| -------------------- | ------------------- | ----------- | ----------- | ------------ | ------------ | ----------- | ----------- |
| 1                    | Florence Castanet   |             | PCF         | 1 275        | 4,80         |             |             |
| 1                    | Olivier Lopez       |             | PCF         | 1 275        | 4,80         |             |             |
| 2                    | Laetitia Bouslah    |             | SE          | 250          | 0,94         |             |             |
| 2                    | Lucas Garcia Mateo  |             | SE          | 250          | 0,94         |             |             |
| 3                    | Magali Andréani     |             | DVG         | 6 424        | 24,17        | Retrait     | Retrait     |
| 3                    | Hervé Chérubini*    |             | DVG         | 6 424        | 24,17        | Retrait     | Retrait     |
| 4                    | Marie-Pierre Callet |             | UMP         | 8 418        | 31,67        | 15 646      | 61,18       |
| 4                    | Henri Pons          |             | UDI         | 8 418        | 31,67        | 15 646      | 61,18       |
| 5                    | Isabelle Urban      |             | EÉLV        | 1 720        | 6,47         |             |             |
| 5                    | Patrick Vella       |             | EÉLV        | 1 720        | 6,47         |             |             |
| 6                    | Gisèle Buisson      |             | FN          | 8 495        | 31,96        | 9 927       | 38,82       |
| 6                    | José Delcroix       |             | FN          | 8 495        | 31,96        | 9 927       | 38,82       |
|                      |                     |             |             |              |              |             |             |
| Inscrits             | Inscrits            | Inscrits    | Inscrits    | 50 887       | 100,00       | 50 890      | 100,00      |
| Abstentions          | Abstentions         | Abstentions | Abstentions | 23 304       | 45,80        | 22 485      | 44,18       |
| Votants              | Votants             | Votants     | Votants     | 27 583       | 54,20        | 28 405      | 55,82       |
| Blancs               | Blancs              | Blancs      | Blancs      | 631          | 2,29         | 1 807       | 3,55        |
| Nuls                 | Nuls                | Nuls        | Nuls        | 370          | 1,34         | 1 025       | 2,01        |
| Exprimés             | Exprimés            | Exprimés    | Exprimés    | 26 582       | 96,37        | 25 573      | 90,03       |
| * conseiller sortant |                     |             |             |              |              |             |             |

### Canton de Salon-de-Provence-2
| Candidats            | Candidats           | Partis      | Partis      | Premier tour | Premier tour | Second tour | Second tour |
| Candidats            | Candidats           | Partis      | Partis      | Voix         | %            | Voix        | %           |
| -------------------- | ------------------- | ----------- | ----------- | ------------ | ------------ | ----------- | ----------- |
| 1                    | Philippe Adam       |             | FN          | 8 510        | 36,95        | 10 938      | 46,68       |
| 1                    | Béatrix Espallardo  |             | FN          | 8 510        | 36,95        | 10 938      | 46,68       |
| 2                    | Margaux Alpe        |             | PCF         | 894          | 3,88         |             |             |
| 2                    | Philippe Cabiac     |             | PCF         | 894          | 3,88         |             |             |
| 3                    | Martine Amselem     |             | PS          | 7 320        | 31,78        | 12 494      | 53,32       |
| 3                    | Frédéric Vigouroux* |             | PS          | 7 320        | 31,78        | 12 494      | 53,32       |
| 4                    | Michel Roux         |             | UDI         | 4 818        | 20,92        |             |             |
| 4                    | Marie-France Sourd  |             | UDI         | 4 818        | 20,92        |             |             |
| 5                    | Asdin Bendjeddou    |             | DVG         | 1 488        | 6,46         |             |             |
| 5                    | Hélène Taglioni     |             | EÉLV        | 1 488        | 6,46         |             |             |
|                      |                     |             |             |              |              |             |             |
| Inscrits             | Inscrits            | Inscrits    | Inscrits    | 46 103       | 100,00       | 46,68       | 100,00      |
| Abstentions          | Abstentions         | Abstentions | Abstentions | 22 217       | 48,19        | 20 768      | 45,05       |
| Votants              | Votants             | Votants     | Votants     | 23 886       | 51,81        | 25 333      | 54,95       |
| Blancs               | Blancs              | Blancs      | Blancs      | 463          | 1,94         | 1 234       | 2,68        |
| Nuls                 | Nuls                | Nuls        | Nuls        | 393          | 1,65         | 667         | 1,45        |
| Exprimés             | Exprimés            | Exprimés    | Exprimés    | 23 030       | 96,42        | 23 432      | 92,50       |
| * conseiller sortant |                     |             |             |              |              |             |             |

### Canton de Trets
| Candidats   | Candidats              | Partis      | Partis      | Premier tour | Premier tour | Second tour | Second tour |
| Candidats   | Candidats              | Partis      | Partis      | Voix         | %            | Voix        | %           |
| ----------- | ---------------------- | ----------- | ----------- | ------------ | ------------ | ----------- | ----------- |
| 1           | Jean-Claude Feraud     |             | UMP         | 8 316        | 30,68        | 16 052      | 63,30       |
| 1           | Patricia Saez          |             | UMP         | 8 316        | 30,68        | 16 052      | 63,30       |
| 2           | Pierre Cayol           |             | DLF         | 949          | 3,50         |             |             |
| 2           | Astrid Di Stefano      |             | DLF         | 949          | 3,50         |             |             |
| 3           | Émilie Grech           |             | FN          | 8 229        | 30,36        | 9 307       | 36,70       |
| 3           | Jean-Alexandre Mousset |             | FN          | 8 229        | 30,36        | 9 307       | 36,70       |
| 4           | Pierre Capell          |             | PCF         | 4 118        | 15,19        |             |             |
| 4           | Marie-Nicole Payet     |             | EÉLV        | 4 118        | 15,19        |             |             |
| 5           | Jean-Louis Canal       |             | Force 13    | 5 495        | 20,27        |             |             |
| 5           | Évelyne Coursol        |             | PS          | 5 495        | 20,27        |             |             |
|             |                        |             |             |              |              |             |             |
| Inscrits    | Inscrits               | Inscrits    | Inscrits    | 55 139       | 100,00       | 55 133      | 100,00      |
| Abstentions | Abstentions            | Abstentions | Abstentions | 26 868       | 48,73        | 26 621      | 48,29       |
| Votants     | Votants                | Votants     | Votants     | 28 271       | 51,27        | 28 512      | 51,71       |
| Blancs      | Blancs                 | Blancs      | Blancs      | 815          | 2,88         | 2 190       | 3,97        |
| Nuls        | Nuls                   | Nuls        | Nuls        | 349          | 1,23         | 963         | 1,75        |
| Exprimés    | Exprimés               | Exprimés    | Exprimés    | 27 107       | 95,88        | 25 359      | 88,94       |

### Canton de Vitrolles
| Candidats            | Candidats                | Partis      | Partis      | Premier tour | Premier tour | Second tour | Second tour |
| Candidats            | Candidats                | Partis      | Partis      | Voix         | %            | Voix        | %           |
| -------------------- | ------------------------ | ----------- | ----------- | ------------ | ------------ | ----------- | ----------- |
| 1                    | Lionel Evesque           |             | DLF         | 717          | 3,33         |             |             |
| 1                    | Pamela Magotte           |             | DLF         | 717          | 3,33         |             |             |
| 2                    | Nourdine Abdallah        |             | DVG         | 1 355        | 6,29         |             |             |
| 2                    | Chahrazed Sebda          |             | DVG         | 1 355        | 6,29         |             |             |
| 3                    | Véronique Bourcet-Giner* |             | Force 13    | 4 990        | 23,17        |             |             |
| 3                    | Loïc Gachon*             |             | PS          | 4 990        | 23,17        |             |             |
| 4                    | Danielle Raffenne        |             | FN          | 7 865        | 36,51        | 9 017       | 41,05       |
| 4                    | Philippe Sanchez         |             | FN          | 7 865        | 36,51        | 9 017       | 41,05       |
| 5                    | Sandra Dalbin*           |             | UMP         | 6 613        | 30,70        | 12 951      | 58,95       |
| 5                    | Richard Mallié           |             | UMP         | 6 613        | 30,70        | 12 951      | 58,95       |
|                      |                          |             |             |              |              |             |             |
| Inscrits             | Inscrits                 | Inscrits    | Inscrits    | 48 466       | 100,00       | 48 476      | 100,00      |
| Abstentions          | Abstentions              | Abstentions | Abstentions | 25 925       | 53,49        | 24 616      | 50,78       |
| Votants              | Votants                  | Votants     | Votants     | 22 541       | 46,51        | 23 860      | 49,22       |
| Blancs               | Blancs                   | Blancs      | Blancs      | 688          | 3,05         | 1 343       | 5,63        |
| Nuls                 | Nuls                     | Nuls        | Nuls        | 313          | 1,39         | 549         | 2,30        |
| Exprimés             | Exprimés                 | Exprimés    | Exprimés    | 21 540       | 95,56        | 21 968      | 92,07       |
| * conseiller sortant |                          |             |             |              |              |             |             |